# Teodoro Ruiz Jusué
Teodoro Ruiz Jusué (Barcelona, 27 de diciembre de 1917 - Palma de Mallorca, 28 de julio de 2001) fue un jurista y sacerdote católico español. Vivió parte de su vida en Colombia (1951-1964).

## Vida
De ascendencia cántabra, era hijo de Teodoro Ruiz Olabarría. Se licenció en Derecho en la Universidad de Valladolid. En la capital castellana conoció a Josemaría Escrivá el sábado 28 de enero de 1940, y pidió la admisión en el Opus Dei  el lunes 4 de marzo de 1940. Tras realizar los cursos de doctorado en Madrid durante el curso académico 1939-40, se doctoró de Derecho en la Universidad de Madrid, el 28 de marzo de 1944, con la calificación de Sobresaliente  y consiguió premio extraordinario de doctorado.
El 1 de octubre de 1943 se inauguró la Residencia de la Moncloa (actual Colegio Mayor Moncloa), y Teodoro fue su primer director, siendo sustituido poco después por Pedro Casciaro. Ordenado sacerdote el 29 de septiembre de 1946, se trasladó a Granada, como capellán de la residencia Albayzín (actual Colegio Mayor Albayzín). Desde allí viajaba periodicamente a diversas localidades andaluzas y a Coímbra, ya que fue, durante varios años, el único sacerdote del Opus Dei en Andalucía.
El 13 de octubre de 1951 llegó a Colombia, donde permaneció hasta 1964 desarrollando la labor apostólica del Opus Dei en aquel país. 
En Colombia desarrollo su labor docente como profesor de Derecho Canónico e Historia de la Iglesia, en Bogotá y en Manizales. Asesor jurídico de la Nunciatura Apostólica en Colombia, intervino en la elaboración y firma del Convenio de Misiones (1953) entre la Santa Sede y el gobierno colombiano.
De regreso a España, prosiguió su labor sacerdotal en Pamplona, Valencia y Palma de Mallorca, donde falleció.